# Ендоплазма
Ендоплазма је унутрашњи слој цитоплазме у живој ћелији. Дио цитоплазме у којој настају вакуоле и у којем су суспендовани унутрашње органеле. Ендоплазматски ретикулум је систем плоснатих шупљина или цистерни у цитоплазми биљних и животињских ћелија, чија унутрашњост омогућава интраћелијски пренос материја растворних у води. На његовој разуђеној површини одвијају се биохемијски процеси, врше измене и синтезе супстрата. Постоји храпави и глатки ендоплазматски ретикулум. На површини храпавога налазе се рибосоми, мјеста производње бјеланчевина, а на површини глатког нема рибосома, већ се на њој одвијају метаболичке реакције, попут биосинтезе фосфолипида и масних киселина.